# Elliottia
Elliottia ist eine Pflanzengattung innerhalb der Familie der Heidekrautgewächse (Ericaceae) mit vier Arten, von denen zwei in Nordamerika und zwei in Japan vorkommen. Sie ist nach dem Botaniker Stephen Elliott benannt.

## Synonyme
Nach der Flora von Nordamerika sind folgende Synonyme bekannt:
- Cladothamnus Bongard
- Tripetaleia Siebold & Zuccarini

## Arten
Die Gattung besteht aus den folgenden Arten:
- Elliottia bracteata, in Japan beheimatet
- Elliottia paniculata, in Japan beheimatet
- Elliottia pyroliflora, im westlichen Nordamerika beheimatet
- Elliottia racemosa, eine seltene Art aus dem südöstlichen Nordamerika